# Marvin Seybold
Marvin Seybold (* 26. November 2001) ist ein deutscher Fußballspieler. Der Torwart steht beim SSV Ulm 1846 unter Vertrag.

## Sportlicher Werdegang
Seybold begann mit dem Fußballspielen beim VfR Aalen, über den SC Geislingen kam er 2015 in den Nachwuchsbereich des 1. FC Heidenheim. 2018 schloss er sich der A-Jugend-Mannschaft des SSV Ulm 1846 an. 2020 rückte er als dritter Ersatztorwart zur Wettkampfmannschaft auf und reihte sich hinter Christian Ortag und Niclas Heimann ein. 2022 verlängerte er seinen auslaufenden Vertrag bis zum Sommer 2024 und gehörte neben Ortag sowie dem neu verpflichteten Lorenz Otto weiterhin zum Torwarttrio. Mit dem Klub stieg er am Ende der Spielzeit 2022/23 aus der Regionalliga Südwest in die 3. Liga auf, beim abschließenden Saisonspiel gegen den TSV Steinbach Haiger sammelte er als Einwechselspieler für Otto in den letzten Minuten erste Erfahrungen im Erwachsenenbereich. In der Spielzeit 2023/34 setzte sich der Aufsteiger ebenso im vorderen Tabellendrittel fest, nach einer starken Rückrunde gelang am Saisonende als Drittligameister die Rückkehr des Klubs in die 2. Bundesliga. Dabei kam Seybold im letzten Saisonspiel, einem 4:2-Erfolg über den SC Verl, zu seinem Profidebüt. Ende Juni 2024 verlängerte er seinen auslaufenden Vertrag um eine Spielzeit. Anschließend ordnete er sich als dritter Torhüter hinter dem vom VfL Bochum ausgeliehenen Niclas Thiede ein, war aber aufgrund Thiedes verletzungsbedingtem Ausfall beim Erstrundenspiel im Wettbewerb um den DFB-Pokal 2024/25 gegen den FC Bayern München Ersatzmann von Ortag. Nach einer Verletzung Ortags im Laufe der ersten Halbzeit wurde er bei einem 0:2-Rückstand eingewechselt, das Spiel endete mit einer 0:4-Niederlage. Zum folgenden Ligaspiel war Ortag wieder einsatzbereit, nach Thiedes Genesung Mitte September rückte Seybold aus dem Spieltagskader. Während eines verletzungsbedingten Ausfalls Ortags zwischen Oktober und Dezember 2024 saß er als Ersatzmann von Thiede jedoch erneut auf der Ersatzbank. Letztlich kam er in der 2. Bundesliga nicht zum Einsatz, als die „Spatzen“ am Ende der Zweitligaspielzeit 2024/25 direkt wieder abstiegen. Anfang Juni 2025 verlängerte er seinen auslaufenden Vertrag um eine Spielzeit beim im Umbruch befindlichen Klub.